# George Bernard Shaw
George Bernard Shaw (Dublin, 26. srpnja 1856. – Ayot St. Lawrence, 2. studenog 1950.) bio je irski dramatičar. Autor je brojnih duhovitih komada.
U Dublinu je učio za trgovačkog pomoćnika, a 1876. seli se u London. Bavio se i muzičkom i kazališnom kritikom, a 1925. je dobio Nobelovu nagradu za književnost. "Pygmalion", ljubavno-lingvistička priča o profesoru Higginsu i Elizi Doolitle, vjerojatno je najpoznatiji komad Georga Bernards Shawa, ali osim ove urnebesne komedije, pisao je i građanske drame u ibsenovskom duhu oštro kritizirajući lažni moral. Majstor je jezičnog obrta i paradoksa.

## Djela

### Kazališna
- Plays pleasant (1898.)
  - Arms and the man (1894.)
  - Kandida (1898.)
  - The man of destiny (1898.)
  - To se nikad ne zna (You never can tell; 1898.)

- Plays Unpleasant:
  - Widower's Houses (1892.) – njegova prva drama
  - The Philanderer (1905.)
  - Zanat gospođe Warren (Mrs. Warren's Profession; 1894.)

- Đavolov učenik (The Devil's Disciple; 1897.)
- Cezar i Kleopatra (Caesar And Cleopatra; 1901.)
- John Bull's Other Island (1904.)
- Major Barbara (1905.)
- Čovjek i nadčovjek (Man and superman; 1905.)
- Doktor u nedoumici (Doctor's dilemma; 1906.)
- Androklo i lav (Androcles and the Lion; 1912.)
- Pygmalion (1913.)
- The Apple Cart (1929.)

### Ostala
- Commonsense about the War (1914.)
- The Intelligent Woman's Guide to Socialism and Capitalism (1928.)
- The Black Girl in Search of God (1932.)

## Vanjske poveznice
Putem projekta Gutenberg radovi G. B. Shawa dostupni su online, na engleskom jeziku
- online djela  Arhivirana inačica izvorne stranice od 28. listopada 2019. (Wayback Machine)